# Lijst van Nederlandse politici die van partij wisselden
Hieronder volgt een lijst van Nederlandse politici die van partij wisselden. Fusies uit politieke partijen worden hier niet behandeld.

## A
- Fleur Agema van LPF (2003-2004) via Groep Agema (2004-2006) naar PVV (vanaf 2006)[1]

## B
- Harm Beertema van PVV (2010-2023) naar BBB (2023)[2]
- Eltjo van Beresteyn van Vrijzinnig-Democratische Bond (1916-1922) via Comité-Van Beresteyn (1922-1924) naar LSP (1924)[3]
- Marten Bierman van De Groenen (1983-2000) via OSF (1995-2003) en Leefbaar Nederland (2002) naar OPZ (2006-2010)[4]
- Arend Jan Boekestijn van VVD (tot 2021) naar Volt (vanaf 2021)[5]
- Roelf de Boer van VVD (tot 2002) via LPF (2002-2003) terug naar VVD (vanaf 2003)[6]
- Saar Boerlage van PSP en GroenLinks (1966-2002) via Actieve Stad (2002) naar Amsterdam Anders/De Groenen (2006)[7][8]
- Jaap Boersma van ARP en CDA (tot 1980) naar PvdA (1989-1996)[9]
- Eduard Bomhoff van PvdA (1972-2002) naar LPF (2002-2003)[10]
- Louis Bontes van PVV (2009-2013) naar VNL (2014-2017)[11]
- Elise Boot van CDA (tot 1989) via God Met Ons (vanaf 1989) en AOV (1994) naar LPF (2002-2003)[12]
- Arie van den Brand van PvdA (1989-2000) naar GroenLinks (vanaf 2000)[13]
- Hero Brinkman van PvdA (tot 2006) via PVV (2006-2012), Onafhankelijke Burger Partij (2012) en Democratisch Politiek Keerpunt (2012-2015) naar de OndernemersPartij (2015-2018)[14]
- Eppo Bruins van CDA (tot 2011) via CU (2011-2024) naar NSC (vanaf 2024)[15]
- Paul van Buitenen van Agalev (1999-2002) via SP (2002-2004) en Europa Transparant (2004-2008) naar de ChristenUnie (vanaf 2008)[16]
- Jet Bussemaker van GroenLinks (1992-1995) naar PvdA (vanaf 1997)[17]

## C
- Ingrid Coenradie, van Leefbaar Rotterdam (2022-2024) via PVV naar JA21 (2025)
- Robert Croll van CDA via BBB (2023) naar D66 (2025)[18]

## D
- Jaap Dirkmaat van De Groenen via ChristenUnie (2002) naar GroenLinks (medio 2006).
- Peter van Dijk van CDA (1981-1990) naar PVV (vanaf 2010)[19]
- Stef Dijkman van KVP en CDA (tot 1983) naar PPR (1985-1991)[20]
- Willem Drees jr. van SDAP en PvdA (1945-1970) naar DS'70 (vanaf 1970)[21]
- Johan Driessen van PVV (2007-2012) naar VNL (2014-2017)[22]
- Roel van Duijn van Kabouterbeweging via PPR, Groen Amsterdam, Amsterdam Anders en De Groenen naar GroenLinks[23]
- Jan Duijs van SDAP (1901-1935) via Nederlandsche Volkspartij (1937) naar NSB (vanaf 1938)[24]
- Hendrik Jan van Duren van CHU (1963-1970) naar Boerenpartij (vanaf 1970)[25]

## E
- Joost Eerdmans van CDA (tot 2002) via LPF (2002-2004), EénNL (vanaf 2006), Leefbaar Capelle (vanaf 2009), Leefbaar Rotterdam (vanaf 2014) en FvD (tot 2020) naar JA21 (vanaf 2020)[26]
- Derk Jan Eppink van VVD (1999-2018) via Lijst-Dedecker (2009-2014), FvD (2018-2020) en JA21 (2020-2023) naar BBB (vanaf 2023)[27]

## F
- Pim Fortuyn van PvdA (1973 tot 1989) via Leefbaar Nederland naar LPF (vanaf 2002)[28]
- Bas de Gaay Fortman van ARP (tot 1970) naar PPR (vanaf 1970)[29]

## G
- Simon Geleijnse van CDA (2001-2012) via 50PLUS (2012-2021) en een tijdelijke terugkeer bij het CDA (2021-2023) naar NSC (vanaf 2023)[30]
- Henk Gortzak van Communistische Partij van Nederland (CPH/CPN, 1924-1958) via SWP (1959-1965) naar PSP (1965-1974)[31]
- Dirk Gotink van CDA naar NSC[32]
- Hans Gruijters van VVD (begin jaren '50-1966) naar D66 (1966-2004)[33]

## H
- Liane den Haan van D66 (tot 2006) via PvdA (2007-2010) en 50PLUS (2020-2021) naar GOUD (vanaf 2022)[34]
- Wybren van Haga van VVD (1982-2019) via FvD (2020-2021) naar BVNL (vanaf 2021)[35]
- Lucas Hartong van LPF (2002) naar PVV (2006-2014)[36]
- Femke Halsema van PvdA (1993-1997) naar GroenLinks (vanaf 1997)[37]
- Eddy van Heijum van CDA (1989-2023) naar NSC (vanaf 2023)[38]
- Lilian Helder van PVV (2010-2023) naar BBB (2023-2025)[39][40]
- Rob Hessing van CDA (tot 2002) naar LPF (vanaf 2002)[41]
- Ayaan Hirsi Ali van PvdA (1997-2002) naar VVD (vanaf 2002)[42]
- Hans Hoogervorst van PvdA (1978-1982) naar VVD (vanaf 1986)[43]
- Jaap de Hoop Scheffer van D66 (1979-1982) naar CDA (vanaf 1982)[44]
- Michel van Hulten van KVP (tot 1968) via PPR (1968-1981), D66 (omstreeks 1991-1998), GroenLinks (omstreeks 2004), PvdA (2005-1010), 50PLUS (2010-2013) naar Ikkiesvooreerlijk.eu[45][46][47]

## I
- Folkert Idsinga van VVD (tot 2023) naar NSC (vanaf 2023)[48]

## J
- Hans Janmaat van KVP (1972-1979) via DS'70 (omstreeks 1980) en Centrumpartij (1981-1984) naar Centrumdemocraten (vanaf 1984)[49]
- Jim Janssen van Raaij van CHU en CDA (tot 1996) via Unie voor Europa (1996-1999) en EVPN naar LPF (2002-2008)[50]
- Paul Janssen van KVP (tot 1968) via PPR (1968-1971) naar PvdA (vanaf 1971)[51]
- Paul Jungbluth van PvdA (1974-1991) naar GroenLinks (vanaf 2002)[52]
- Erik Jurgens van KVP (1961-1968) via PPR (1968-1982) naar PvdA (vanaf 1986)[53]

## K
- Joram van Klaveren van VVD (2006-200) via PVV (2009-2014) naar VNL (2014-2017)[54][55]
- Norbert Klein van VVD (tot 2011) via 50PLUS (2011-2014) en VP (2014-2021) naar VSN (vanaf 2021)[56]
- Hendrik Koekoek van CHU (tot 1956) via NOU naar Boerenpartij (vanaf 1958, vanaf 1981 Rechtse Volkspartij genoemd)[57]
- Niko Koffeman van SP (1996-2006) naar Partij voor de Dieren (vanaf 2003)[58]
- Femke Merel van Kooten-Arissen van Partij voor de Dieren (2003-2019) via 50PLUS (2019-2020) en Partij voor de Toekomst (2020) naar Splinter (vanaf 2020)[59]
- Margot Kraneveldt van LPF (tot 2004) naar PvdA (vanaf 2006)[60]
- Henk Krol van VVD (vanaf 1977) via Ouderen Appèl, 50PLUS (2011-2020), Partij voor de Toekomst (2020), Lijst Henk Krol (vanaf 2020) en Sterk Lokaal Flevoland (vanaf 2023) naar BVNL (vanaf 2023)[61]

## L
- Kees de Lange van 50PLUS (2011-2012) naar OSF (2011-2015)[62]
- Cees van Leeuwen van LPF (tot 2005) naar PvdA (vanaf 2005)[63]

## M
- Toine Manders van VVD (1990-2013) via 50PLUS (2013-2020) naar CDA (vanaf 2020)[64]
- Erik Meijer van PvdA (tot 1961), via PSP en GroenLinks (1963-1995) en SP (1996-2022) naar Socialisten 010 (vanaf 2022)[65]
- Ad Melkert van PPR (1974-1981) naar PvdA (vanaf 1982)[66][67]
- Anja Meulenbelt van PSP[68] via SP (2003-2014) naar Artikel 1/BIJ1 (vanaf 2017)[69][70]

## N
- Jan Nagel van PvdA via Leefbaar Nederland (vanaf 1999) naar OokU en 50PLUS (vanaf 2009)[71]
- Annabel Nanninga van FvD (tot 2020) naar JA21 (vanaf 2020)[72]
- Hilbrand Nawijn van ARP en CDA (tot 2002) via LPF (2002-2004), Lijst Hilbrand Nawijn (vanaf 2006), PVN (2006), Nederland Lokaal (2015) en FvD (2019) naar Code Oranje[73]
- Daan de Neef van VVD (2004-2022) naar Partij voor de Dieren (vanaf 2022)[74]

## O
- Henk Otten van LPF via FvD (tot 2019) en Groep Otten (vanaf 2019) naar Partij voor de Toekomst (2020-2021)[75]
- Pieter Omtzigt van CDA (2000-2021) naar NSC (vanaf 2023)[76]

## P
- Lilianne Ploumen van GroenLinks (tot omstreeks 2002) naar PvdA (vanaf 2003)[77]
- Wytske Postma van CDA (2002-2023) naar NSC (vanaf 2023)[78]
- Nicki Pouw-Verweij van FvD (tot 2020) via JA21 (2020-2023) naar BBB (vanaf 2023)[79]

## R
- Hein Roethof van VVD (1949-1963) naar PvdA (vanaf 1964)[80]
- Dorien Rookmaker van D66 (tot 2018) via FVD (2018-2019), Groep Otten (2019-2020) en Meer Directe Democratie (2020-2025) naar BVNL (vanaf 2025)[81]

## S
- Jan Schaefer van CPN (omstreeks 1960-1965) naar PvdA (vanaf 1969) en Gemeente Partij (vanaf 1992)[82]
- Jan Nico Scholten van ARP en CDA (tot 1983) naar PvdA (vanaf 1986)[83]
- Gerard Slotemaker de Bruine van SDAP en PvdA (1944-1947) naar PSP (1959-1973)[84]
- Sander Smit van CDA naar BBB[85][86]
- Laurence Stassen van PVV (tot 2014) naar VNL (2014-2017)[87]
- Daniël van der Stoep van CDA[88] via PVV (tot 2011) naar Artikel 50 (vanaf 2012)[89]
- Gom van Strien van VVD (tot 1999) naar PVV (vanaf 2009)[90]

## T
- Fred Teeven van VVD (tot 2002) via Leefbaar Nederland (2002-2003) terug naar VVD (vanaf 2005)[91]

## U
- Judith Uitermark van CDA (tot 2023) naar NSC (vanaf 2023)[92]

## V
- Caspar Veldkamp van CDA (tot 2023) naar NSC (vanaf 2023)[93][94]
- Herman Verbeek van PPR, Groen Progressief Akkoord / Regenboog en GroenLinks (tot 1994) naar De Groenen[95]
- Rita Verdonk van PSP (tot 1978) en PPR (1978-1980) via VVD (2002-2007) en TON (vanaf 2008) naar Groep de Mos/Hart voor Den Haag[96]
- Nico Verlaan van VVD (tot 1963) via Liberale Unie (1963-1964) naar Boerenpartij (1964-1971)[97]
- Piet de Visser van PvdA (1949-1991) naar GroenLinks (vanaf 1993)[98]
- Hugo Visscher van ARP (tot 1935) via CNA (vanaf 1935) naar NSB[99][100]
- Roland van Vliet van PVV (tot 2014) naar VVD (2015-2018)[101]
- Joël Voordewind van PvdA (tot 1994) naar ChristenUnie[102]
- Nicolien van Vroonhoven van CDA (tot 2023) naar NSC (vanaf 2023)[103]

## W
- Hein Westerouen van Meeteren van De Groenen naar D66[104][105]
- Tjerk Westerterp van KVP en CDA (tot 2002) naar Leefbaar Nederland (vanaf 2002)[106]
- Geert Wilders van VVD (1989-2004) naar Groep Wilders en PVV (vanaf 2004)[107][108]
- Luc Winants van D66 (1990-2001) naar CDA (vanaf 2001)[109][110]

## Y
- Dilan Yeşilgöz van SP (van eind jaren '90 t/m medio jaren '00) via GroenLinks en PvdA naar VVD (vanaf 2009)[111][112]

## Z
- Gerrit Zalm van PvdA (van 1971 tot begin jaren '80) naar VVD (vanaf 1986)[113][114]